# 大冶有色金屬礦業
中國大冶有色金屬礦業有限公司，簡稱大冶有色金屬礦業（港交所：0661（普通股），港交所除牌前0421.HK（優先股）），是一間百慕達註冊的香港上市公司。
公司前身為中國資源開發集團有限公司（英語：China National Resources Development Holdings Limited），2004年10月18日，由添發慶豐(集團)有限公司更名而來。
公司屬於香港交易所上市公司，也是大冶有色金属集团控股有限公司核心旗下公司(大冶有色集团現為中國有色礦業集團子公司)，

## 註腳
1. ↑  香港子公司與母公司共用簡稱大冶有色金屬、中國大冶金屬、中國大冶、大冶有色等等

## 連結
- hk661.com （页面存档备份，存于）